# Pilar Bayona López de Ansó
María Pilar Bayona y López de Ansó, conocida como Pilar Bayona,  (Zaragoza, 16 de septiembre de 1897-13 de diciembre de 1979) fue una pianista española.

## Biografía
Hija de Julio Bayona Minguella y de Sara López de Ansó y Gascón, tuvo dos hermanos, Carmen y Julio Bayona López de Ansó. Su familia era oriunda de Cosuenda, Campo de Cariñena, Zaragoza, conservándose en dicha localidad la casa solariega del linaje de los López de Ansó, propiedad de la familia de su madre.
Demostró desde muy pequeña una gran predisposición para la música, recibiendo clases de piano de los hermanos Sirvent. Su primera actuación pública tuvo lugar a los 6 años en un concierto patrocinado por S.M. el Rey, y su presentación formal, a los 10, en la Filarmónica de Zaragoza. A partir de 1912 comenzó su carrera de concertista, y paralelamente su amistad con compositores y músicos de aquel tiempo: Usandizaga, Bretón, Turina, el pianista Eduardo del Pueyo, etc.
Integrante del grupo intelectual aragonés, amiga de los Buñuel, de Camón Aznar, Pepín Bello, Luis García-Abrines, Tomás Seral y Casas, Derqui, etc., se relacionó también pronto con Esplá, Halffter, Salazar, y con el grupo de la generación del 27, García Lorca, Vicente Aleixandre, Alberti, Miguel Hernández, Neruda, Hernando Viñes, y otros, que en 1936 acudían a escucharla a la Residencia de Estudiantes, donde ella iba a estudiar.
Actuó con directores como Argenta, Arámbarri, López-Chávarri, Fernández Arbós, Frühbeck de Burgos, Granero, Halffter, Iturbi, Peris Lacasa, Toldrá, Villa, etc, y realizó giras por Alemania, Francia, Portugal y Marruecos. Con un espíritu siempre joven se interesó por las obras de sus contemporáneos, estrenando obras de López-Chávarri (1928: Concierto para piano y orquesta), Turina (1932: Cuarteto con piano, Op.67), Vázquez (1947: Tocatta), Esplá (1951: la Sierra y Sonata española -estreno en España-, 1952: Lírica española I), Guridi (1956: Fantasía homenaje a Walt Disney para piano y orquesta), Remacha (1961: Rapsodia de Estella para piano y orquesta), Broto (1968: Carrillón), y dio a conocer obras de Halffter, Salvador Bacarisse, Pittaluga, Mompou, Bartók, Messiaen, y otros muchos.
Mantuvo colaboraciones muy especiales con Radio Zaragoza, donde desde 1938 ofreció recitales y conciertos de cámara que contemplaron gran parte de la literatura musical, y con la Universidad de Zaragoza, en los Cursos Internacionales de Verano de Jaca, donde anualmente, y a partir del año 1945 y hasta su muerte, ofreció series de conciertos o conciertos-conferencia con Federico Sopeña y Dolores Palá.
Fue profesora del conservatorio Pablo Sarasate de Pamplona, y más tarde encargada de las clases de virtuosismo del Conservatorio de Zaragoza.
Pianista de amplio repertorio, se recuerdan especialmente sus interpretaciones de Ravel y Debussy, su extraordinaria versión de la Fantasía Bética de Falla, y la Suite Iberia de Albéniz, que interpretó varias veces en versión íntegra. Son importantes los comentarios de la crítica de su tiempo, con interesantes artículos de Turina, Salazar, Rodrigo, Gerardo Diego, Sainz de la Maza, Montsalvatge, etc. Grabó discos en París y Madrid.
Entre otros nombramientos, obtuvo el de Hija Predilecta de Zaragoza, ciudad que también dio su nombre a una calle, y en 1969 fue nombrada Académica de la Real Academia de Bellas Artes de San Luis.
Sin haber dejado nunca su música y sus actuaciones públicas, murió en 1979, a los 82 años, atropellada por un automóvil, a los pocos días de su último concierto.